# كأس دوري كرة القدم الإنجليزية 2017–18
كأس دوري كرة القدم الإنجليزية 2017–18 هو موسم من كأس دوري كرة القدم الإنجليزية. كان عدد الأندية المشاركة فيه 64، وفاز فيه لينكولن سيتي أف سي.